# اچ‌ام‌اس کاونتری (دی۴۳)
اچ‌ام‌اس کاونتری (دی۴۳) (به انگلیسی: HMS Coventry (D43)) یک کشتی بود که طول آن ۴۵۰ فوت (۱۴۰ متر) بود. این کشتی در سال ۱۹۱۷ ساخته شد.